# Gonomyia (Teuchogonomyia) noveboracensis
Gonomyia (Teuchogonomyia) noveboracensis is een tweevleugelige uit de familie steltmuggen (Limoniidae). De soort komt voor in het Nearctisch gebied.